# Kelly LeBrock
Kelly LeBrock (ur. 24 marca 1960 w Nowym Jorku) – amerykańska aktorka i modelka.

## Życiorys

### Wczesne lata
Urodziła się w Nowym Jorku jako córka Mary Cecilia Traynor i Harolda Arthura Le Brocka, zamożnego biznesmena. Jej matka była pochodzenia irlandzkiego, a ojciec miał korzenie francuskie i kanadyjskie. Kiedy miała pięć lat, rodzina przeniosła się do Londynu. Następnie została wysłana do szkoły z internatem w Susseksie.

### Kariera
Już jako 16–latka reklamowała bieliznę Christiana Diora i była modelką renomowanej agencji Eileen Ford. Reklamowała szampon Pantene. Była na okładkach najlepszych magazynów mody takich jak „Harper’s Bazaar”, „Vogue”, „Vanity Fair” i „Cosmopolitan”. Pracowała z takimi fotografami mody jak Richard Avedon i David Bailey. Kilkakrotnie pojawiała się w „Playboyu”, po raz pierwszy na rozkładówce z 1984.
Na dużym ekranie zadebiutowała w 1984 w komedii Gene’a Wildera Kobieta w czerwieni. Szybko zwróciła uwagę widzów i branży filmowej. W 1985 została ogłoszona Gwiazdą Jutra.

## Życie prywatne
Spotykała się z piosenkarzem Leifem Garrettem, aktorem Jackiem Nicholsonem i modelką Janice Dickinson. Romansowała także z gitarzystą The Rolling Stones – Ronem Woodem (1981), wokalistą Rodem Stewartem (1985), politykiem Rogerem Wilsonem i synem Rogera Moore’a – Geoffreyem Moore’em (1995).
W 1981 poznała początkującego producenta filmowego, restauratora i właściciela nocnego klubu Victora Drai, za którego wyszła za mąż w 1984 w Beverly Hills. Jednak małżeństwo zakończyło się zaledwie po dwóch latach (w 1986).
5 września 1987 w Westwood w Kalifornii zawarła związek małżeński z aktorem Stevenem Seagalem. Mają troje dzieci: córki – Annaliza (ur. 1987) i Arrisa (ur. 1993) oraz syn Dominica Sana Rocco (ur. 1990). Ich małżeństwo przetrwało do 1996.
W 2001 poznała bankiera Freda Stecka, wzięli ślub w lipcu 2007 r. Rok później rozwiodła się.

## Filmografia
- 1984: Kobieta w czerwieni (The Woman in Red) jako Charlotte
- 1985: Dziewczyna z komputera (Weird Science) jako Lisa
- 1990: Wygrać ze śmiercią (Hard to Kill) jako Andrea Stewart
- 1993: David Copperfield (TV) jako Clara Copperfield (głos)
- 1993: Zdrada (Betrayal of the Dove) jako Una
- 1995: Śladami mordercy (Tracks of a Killer) jako Claire Hawkner
- 1995: Tropiciel (Hard Bounty) jako Donnie
- 1998: Ści(ą)gany (Wrongfully Accused) jako Lauren Goodhue
- 2002: Uczeń czarodzieja (The Sorcerer's Apprentice) jako Morgana
- 2002: Zerophilia jako Alexa, kobieta w RV
- 2006: Gamers jako matka Angeli
- 2007: The Mirror jako Mary Theophilus
- 2009: Prep School jako pani Waters
- 2014: Hidden Affairs
- 2015: 10 dni w Madhouse (10 Days in a Madhouse) jako Panna Grant
- 2015: Wymarzony książę (A Prince for Christmas, TV) jako królowa Ariana